# Ẩm thực Crete
Ẩm thực Crete (tiếng Hy Lạp: Κρητική κουζίνα ή διατροφή) là nền ẩm thực truyền thống của đảo Crete ở Địa Trung Hải.

## Khái quát
Cốt lõi của ẩm thực Crete bao gồm thực phẩm từ các nguồn tự nhiên, trong khi thực phẩm của động vật gốc đã được nhiều ngoại vi trong thiên nhiên. Nói chung, mọi người tiêu thụ các sản phẩm theo mùa, có mặt ở các địa phương, ít qua xử lý nhất có thể. Ẩm thực truyền thống lan toả rộng rãi trên đảo cho đến những năm 1960 khi tiêu chuẩn sống được cải thiện, cách ăn chuyển dần sang nhiều thịt và các sản phẩm từ thịt
Việc canh tác của trái cây tươi, trái cây sấy khô, legume, rau thơm dại, cây hương liệu, và ngũ cốc thô được tạo điều kiện thuận lợi bởi khí hậu. Nên những nguyên liệu này được tiêu thụ nhiều trong ẩm thực Crete. Các sản phẩm từ sữa được tiêu thụ hàng ngày từ số lượng thấp đến trung bình. Gia cầm và cá được tiêu thụ hàng tuần với số lượng vừa phải, trong khi thịt đỏ chỉ được tiêu thụ vài lần một tháng. Nguồn cung cấp chất béo chính là từ dầu ô liu, không chỉ được sử dụng trong salad mà còn trong nấu nướng, không giống như các quốc gia Bắc Âu chủ yếu sử dụng mỡ động vật. Một yếu tố thiết yếu của ẩm thực Crete là mức độ sử dụng đồ uống có cồn vừa phải, chủ yếu là rượu vang đỏ đi kèm trong bữa ăn. Cuối cùng, món tráng miệng phổ biến nhất là sữa chua và trái cây tươi, trong khi món bánh ngọt truyền thống từ mật ong được tiêu thụ vài lần một tuần

## Món khai vị
- Dakos (rau)
- Kalitsounia
- Kolokythoanthoi
- Kolokythopita
- Melintzanopita
- Mizithropita
- Paximadi

## Đặc sản
- Apaki, thịt lợn
- Cây kế với thịt cừu
- Chirino me selino, thịt lợn với cần tây
- Gamopilafo
- Omeletta
- Ốc với cà chua
- Sofegada
- Amygdalopita (món tráng miệng)
- Patouda (món tráng miệng)
- Portokalopita (món tráng miệng)

## Đồ uống
- Tsikoudia
- Rakomelo
- Rượu vang Crete

## Hình ảnh

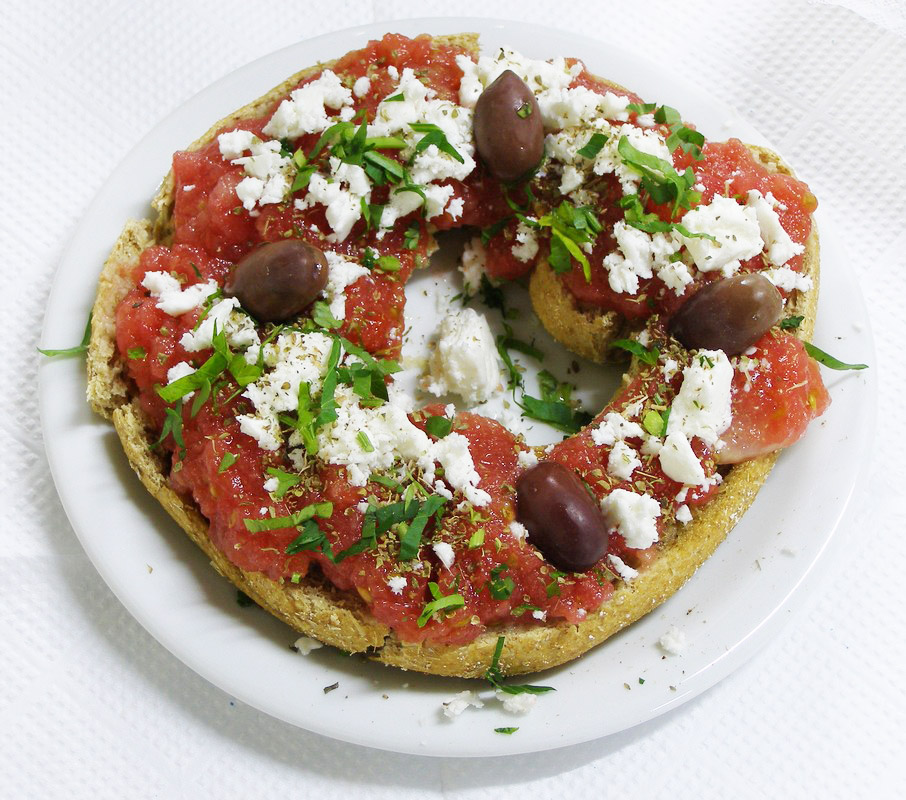
Dakos
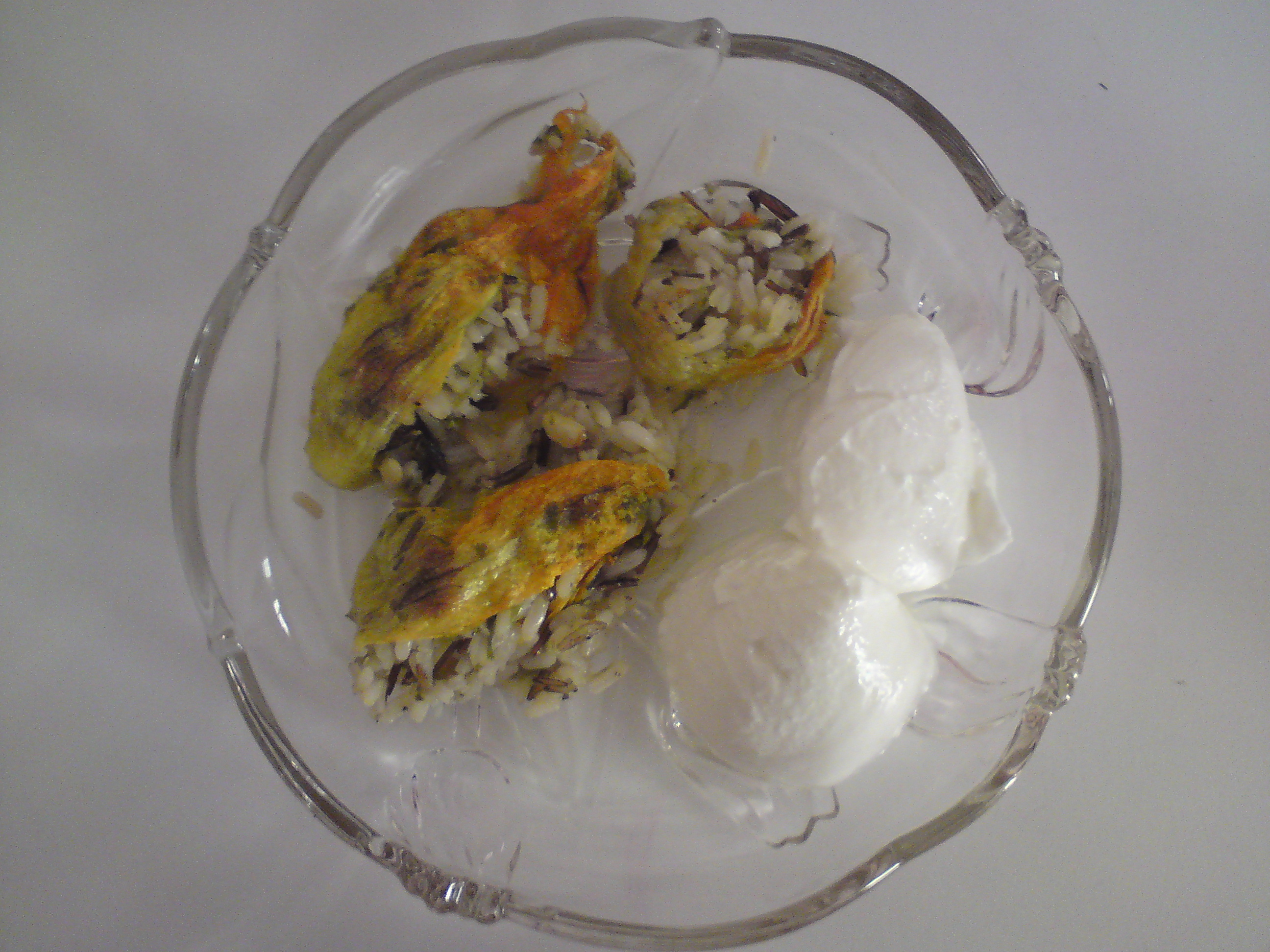
Kolokythoanthoi (hoa bí ngòi) thường được phục vụ cùng với một cục sữa chua ở bên cạnh
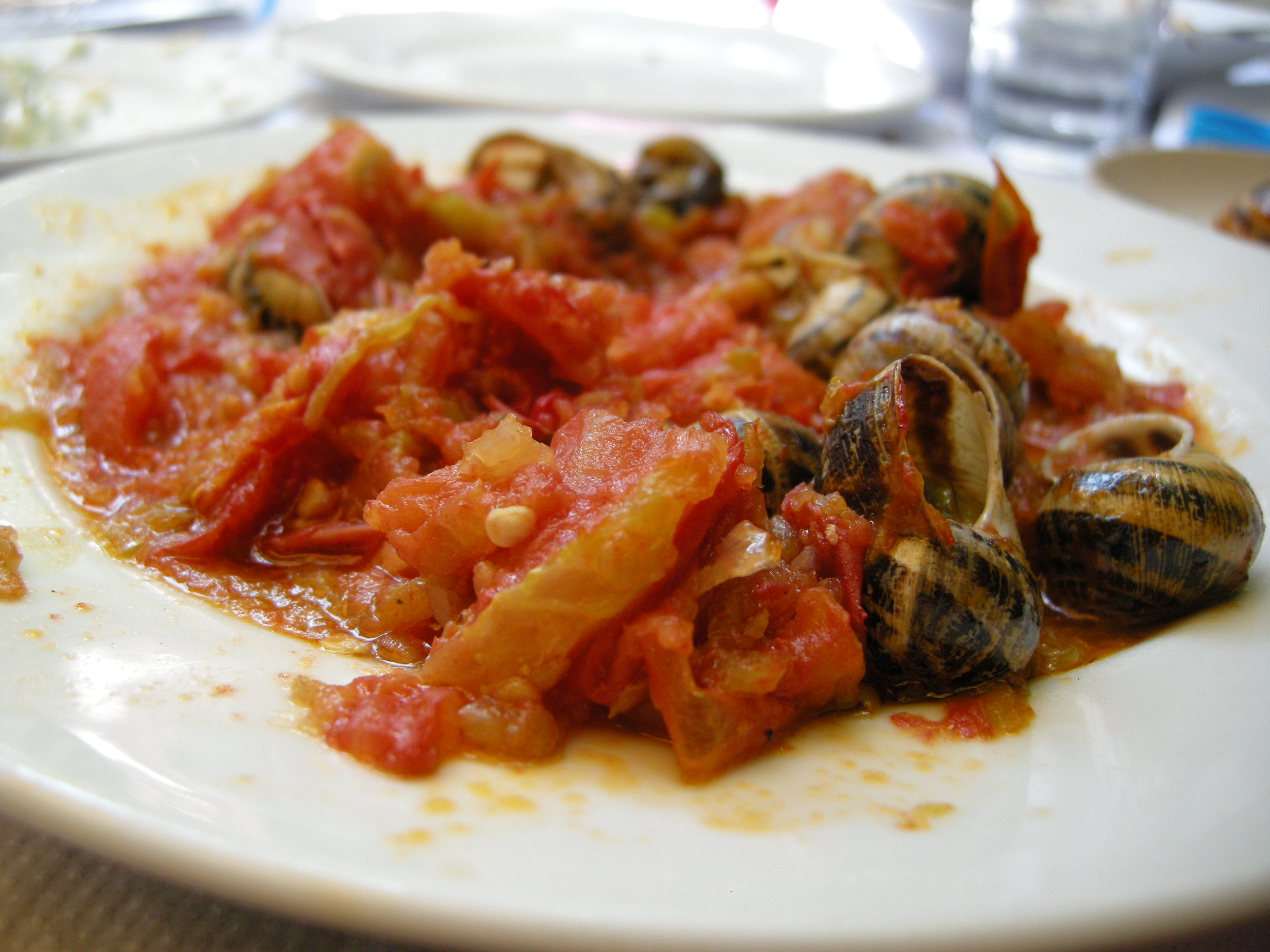
Ốc với cà chua